# اچ‌اس‌دابلیوام‌اس فیلگیا
اچ‌اس‌دابلیوام‌اس فیلگیا (به انگلیسی: HSwMS Fylgia) یک کشتی بود که طول آن ۱۱۷ متر (۳۸۴ فوت) بود. این کشتی در سال ۱۹۰۵ ساخته شد.